# Aéroport international de Seattle-Tacoma
L'aéroport International de Seattle-Tacoma (en anglais : Seattle-Tacoma International Airport), également connu en tant que Sea-Tac Airport (code IATA : SEA • code OACI : KSEA), est un aéroport américain, plus important de la région du Nord-Ouest Pacifique d'Amérique du Nord. Il tire son nom de la ville dans laquelle il est situé, SeaTac, à une vingtaine de kilomètres au sud de Seattle, dans l'État de Washington.
L'aéroport connecte la région métropolitaine aux autres grandes villes nord-américaines, à l'Europe, au Moyen-Orient et à l'Asie. Il sert de hub principal à la compagnie aérienne Alaska Airlines et sa filiale régionale Horizon Air, dont le siège social est situé à proximité de l'aéroport. C'est aussi une porte de sortie internationale à destination de l'Asie et l'Europe pour Delta Air Lines, qui a étendu ses liaisons à SeaTac depuis 2011.
En 2015, il a accueilli plus de 42 millions de passagers. Il entre dans la catégorie dans le National Plan of Integrated Airport Systems (Plan national de classification des aéroports américains) pour 2015 en tant que service commercial principal (Hub important), estimations basées sur les 16 121 133 embarquements effectués en 2012. L'aéroport est aussi le plus gros générateur de trajets automobiles dans l'État de Washington. Avec 13 000 places, le parking de l'aéroport est la structure de stationnement la plus importante d'Amérique du Nord située sous un seul toit.

## Histoire
L'aéroport de Seattle-Tacoma est un des plus grands aéroports des États-Unis d'Amérique, avec environ 10 millions de personnes qui y ont transité en 2010.

## Situation

### Carte des 30 principaux aéroports américains
| \| 500 km1:17 479 000 \| Atlanta Los Angeles Chicago · O'Hare Chicago · Midway Dallas · Fort Worth New York · JFK Newark · Liberty New York-LaGuardia Denver San Francisco Charlotte Las Vegas Phoenix Miami Houston Seattle Orlando Minneapolis · Saint-Paul Boston Détroit Philadelphie Fort Lauderdale · Hollywood Baltimore Washington · R. Reagan Washington · Dulles Salt Lake City San Diego Honolulu Tampa Portland |
| 500 km1:17 479 000 |

| \| 50 km1:5 973 000 \| Yakima Anacortes Bellingham Friday · Harbor Port · Angeles Tri-Cities Pullman · Moscow Boeing-King Seattle · Tacoma Spokane Walla Walla Wenatchee · Pangborn Paine |
| 50 km1:5 973 000 |

## Statistiques
Le graphique qui aurait dû être présenté ici ne peut pas être affiché car il utilise l'ancienne extension Graph, désactivée pour des questions de sécurité. Des indications pour créer un nouveau graphique avec la nouvelle extension Chart sont disponibles ici.

Voir la requête brute et les sources sur Wikidata.

### Zoom sur l'impact du covid de 2019-2020
Le graphique qui aurait dû être présenté ici ne peut pas être affiché car il utilise l'ancienne extension Graph, désactivée pour des questions de sécurité. Des indications pour créer un nouveau graphique avec la nouvelle extension Chart sont disponibles ici.

Voir la requête brute et les sources sur Wikidata.

## Compagnies et destinations

### Passagers
| Compagnies           | Destinations | Refs   |
| -------------------- | --- | ------ |
| Aer Lingus           | Dublin | [ 5 ]  |
| Aeroméxico           | Mexico-B. Juárez | [ 6 ]  |
| Air Canada           | Toronto (Pearson) En saison : Montréal (P.-E.-Trudeau) |        |
| Air Canada Express   | Vancouver | [ 7 ]  |
| Air France           | Paris-Charles de Gaulle | [ 8 ]  |
| Air Tahiti Nui       | Tahiti-Faaa |        |
| Alaska Airlines      | - Albuquerque, - Anchorage-T.-Stevens, - Atlanta H.-Jackson, - Austin-Bergstrom, - Baltimore-T. Marshall, - Bellingham, - Billings Logan, - Boise, - Boston Logan, - Bozeman Yellowstone (en), - Burbank-Hollywood, - Calgary, - Cancún, - Charleston, - Chicago-O'Hare, - Cincinnati-Northern Kentucky, - Cleveland-Hopkins , - John Glenn Columbus, - Dallas-Fort Worth, - Dallas-Love Field, - Denver, - Détroit, - Edmonton, - El Paso, - Eugène, - Fairbanks, - Fort Lauderdale-Hollywood, - Fort Myers, - Fresno Yosemite, - Kalispell (en), - Great Falls, - Helena (en), - Honolulu, - Houston-George Bush, - Idaho Falls (en), - Indianapolis, - Jackson Hole, - Juneau, - Kahului, - Kona, - Kansas City, - Kelowna, - Ketchikan (en), - Lambert-Saint Louis, - Las Vegas-Harry-Reid, - Līhuʻe, - Los Angeles, - Los Cabos, - Medford (Oregon), - Miami , - Milwaukee-General Mitchell, - Minneapolis-Saint-Paul, - Missoula, - Monterey (Californie), - Nashville, - Newark-Liberty, - La Nouvelle-Orléans-L. Armstrong, - New York-John F. Kennedy, - Oakland, - Oklahoma City (Will Rogers-World), - Omaha-Eppley, - Ontario, - Santa Ana-J. Wayne, - Orlando, - Palm Springs, - Philadelphie, - Phoenix-Sky Harbor, - Pittsburgh, - Portland, - Puerto Vallarta, - Pullman/Moscow (en), - Raleigh-Durham, - Redding (en), - Redmond (Roberts Field) (en), - Reno-Tahoe, - Sacramento, - Salt Lake City, - San Antonio, - San Diego, - San Francisco, - San José (Californie), - San Luis Obispo (en), - Santa Barbara (en), - Santa Rosa, CA, - Spokane, - Sun Valley (Idaho) (en), - Tampa, - Toronto (Pearson), - Palm Springs, - Tucson, - Vancouver, - Victoria (International), - Walla Walla (en), - Washington-Dulles, - Washington-Reagan, - Wenatchee (Pangborn Memorial) (en), - Wichita, - Yakima En saison : Belize City-P. S. W. Goldson, Yampa Valley (en), Yilan, Nassau L. Pindling, Sitka (en) | [ 11 ] |
| All Nippon Airways   | Tokyo-Haneda |        |
| American Airlines    | - Charlotte-Douglas, - Chicago-O'Hare, - Dallas-Fort Worth, - Miami, - Philadelphie, - Phoenix-Sky Harbor |        |
| American Eagle       | Los Angeles, Phoenix-Sky Harbor |        |
| Asiana Airlines      | Séoul-Incheon | [ 12 ] |
| British Airways      | Londres-Heathrow | [ 13 ] |
| China Airlines       | Taïwan-Taoyuan |        |
| Condor               | Francfort | [ 14 ] |
| Delta Air Lines      | - Amsterdam, - Anchorage-T.-Stevens, - Atlanta H.-Jackson, - Austin-Bergstrom, - Boston Logan, - Cancún, - Chicago-O'Hare, - Cincinnati-Northern Kentucky, - Dallas-Fort Worth, - Denver, - Détroit, - Fairbanks, - Fort Lauderdale-Hollywood, - Honolulu, - Kahului, - Kona, - Kansas City, - Las Vegas-Harry-Reid, - Līhuʻe, - Londres-Heathrow, - Los Angeles, - Los Cabos, - Miami, - Minneapolis-Saint-Paul, - Nashville, - New York-John F. Kennedy, - Santa Ana-J. Wayne, - Orlando, - Paris-Charles de Gaulle, - Phoenix-Sky Harbor, - Portland, - Puerto Vallarta, - Raleigh-Durham, - Sacramento, - Salt Lake City, - San Diego, - San Francisco, - San José (Californie), - Séoul-Incheon, - Shanghai-Pudong, - Spokane, - Taïwan-Taoyuan, - Tampa, - Tokyo-Haneda, - Tucson, - Washington-Dulles En saison : Juneau, Palm Springs | [ 15 ] |
| Delta Connection     | - Boise, - Eugène, - Lewiston (comté des Nez-Percés) (en), - Medford (Oregon), - Ontario, - Portland, - Redmond (Roberts Field) (en), - Sacramento, - San Francisco, - San José (Californie), - Tri-Cities (Washington) (en), - Vancouver En saison : Ketchikan (en), Sitka (en) | [ 15 ] |
| Emirates             | Dubaï | [ 16 ] |
| EVA Air              | Taïwan-Taoyuan | [ 17 ] |
| Finnair              | En saison : Helsinki-Vantaa | [ 19 ] |
| Frontier Airlines    | Dallas-Fort Worth, Denver, Las Vegas-Harry-Reid, Ontario, Phoenix-Sky Harbor | [ 20 ] |
| Hainan Airlines      | Chongqing-Jiangbei, Pékin-Capitale |        |
| Hawaiian Airlines    | Honolulu, Kahului | [ 21 ] |
| Icelandair           | Reykjavik-Keflavík | [ 22 ] |
| Japan Airlines       | Tokyo-Narita | [ 23 ] |
| JetBlue              | Boston Logan, New York-John F. Kennedy |        |
| Korean Air           | Séoul-Incheon | [ 24 ] |
| Lufthansa            | Francfort, Munich-F. J. Strauß |        |
| Philippine Airlines  | Manille-N. Aquino |        |
| Qatar Airways        | Doha-Hamad | [ 25 ] |
| Singapore Airlines   | Singapour-Changi | [ 26 ] |
| Southwest Airlines   | - Chicago-Midway, - Denver, - Las Vegas-Harry-Reid, - Oakland, - Phoenix-Sky Harbor, - Sacramento, - San José (Californie) En saison : Baltimore-T. Marshall, Dallas-Love Field, Kansas City, Lambert-Saint Louis, Nashville | [ 27 ] |
| Spirit Airlines      | Las Vegas-Harry-Reid, Los Angeles |        |
| Starlux Airlines     | Taïwan-Taoyuan |        |
| Sun Country Airlines | Minneapolis-Saint-Paul | [ 28 ] |
| Turkish Airlines     | Istanbul | ,      |
| United Airlines      | - Chicago-O'Hare, - Denver, - Houston-George Bush, - Los Angeles, - Newark-Liberty, - San Francisco, - Washington-Dulles | [ 31 ] |
| Virgin Atlantic      | Londres-Heathrow | [ 32 ] |
| Volaris              | Guadalajara-M. Hidalgo y Costilla | [ 33 ] |
| WestJet              | En saison : Calgary |        |
| WestJet Encore       | En saison : Calgary, Edmonton |        |

Édité le 30/03/2022  Actualisé le 06/06:2024

## Projets
L'aéroport Sea – Tac a connu une croissance record du trafic passagers au cours des dernières années. Cette croissance a été en partie alimentée par l'expansion à l'échelle nationale d'Alaska Airlines, basée à Seattle, et par la mise en place par Delta Air Lines d'un hub international majeur à l'aéroport de Sea – Tac. Cette croissance a mis à rude épreuve les installations de l'aéroport, ce qui a amené le port à investir plus de 2 milliards de dollars dans plusieurs projets d'agrandissement et de rénovation. 

### Ajout de nouvelles portes
Ce projet ajoutera six nouvelles portes où les passagers attendront jusqu'à l'heure d'embarquement, puis monteront à bord d'un grand bus à l'extérieur du terminal qui les transportera vers un avion stationné dans une zone éloignée de l'aéroport appelée hardstand.  À la plupart des autres portes de l'aéroport, les passagers embarquent en marchant directement sur l'avion par une passerelle, ou dans le cas des petits avions régionaux, en marchant à l'extérieur et dans l'avion stationné près du terminal.  Les responsables de l'aéroport de Sea-Tac disent que le projet de 38 millions de dollars peut être construit rapidement et prêt à être mis en service d'ici l'été 2018. Le terminal en dur aidera l'aéroport à faire face aux pénuries de portes à mesure que d'autres projets seront terminés autour de l'aéroport. Le bâtiment sera relié au hall D par un pont et au Système de transit par satellite par une passerelle couverte jusqu'à la gare du terminal principal nord. Le port de Seattle appelle le bâtiment une « installation temporaire » mais a l'intention de l'utiliser pendant les 10 à 20 prochaines années.

### Système de bagages
Actuellement, l'aéroport de Sea-Tac dispose de six systèmes de traitement des bagages sortants avec une connectivité croisée limitée ou inexistante. Le système actuellement en place vieillit et atteint sa capacité maximale. Ce projet de 320,4 millions de dollars créera un système de bagages à grande vitesse unifié sous l'aéroport.  Cela permettra aux bagages d'être contrôlés à partir de n'importe quel comptoir de billetterie, de recevoir un contrôle de sécurité plus rapidement et d'être acheminés vers n'importe quelle porte de l'aéroport. L'efficacité et la vitesse supplémentaires permettront à l'aéroport de gérer plus de bagages à l'avenir sans augmenter l'empreinte des systèmes de gestion des bagages. La phase initiale du projet s'est terminée en 2018 et l'ensemble du système sera en place d'ici 2023. 

### Modernisation du Satellite Nord
Le terminal satellite du Nord n'a reçu que des améliorations limitées depuis son ouverture en 1973 et doit être modernisé.  Le port de Seattle a d'abord envisagé de simplement mettre à jour le terminal dans un projet qu'il a appelé le plan de rénovation du satellite nord (NorthSTAR). En 2016, il a été annoncé que le port élargirait également considérablement le terminal. Le projet de 550 millions de dollars, maintenant appelé modernisation du satellite nord, augmentera la taille du satellite nord de 201 000 pieds carrés et huit autres portes, ce qui porte le total à 20. La première phase du projet, qui a été consacrée le 11 juillet 2019, a étendu le terminal à l'ouest de 240 pieds (73 m) et ajouté huit nouvelles portes, une mezzanine avec restaurants et un salon sur le toit pour Alaska Airlines. La deuxième phase, qui devrait être achevée d'ici 2021, modernisera les zones restantes de l'ancien terminal et agrandira les espaces de restauration et de vente au détail autour des vingt portes existantes.

### Nouvelle installation pour les arrivées internationales
L'actuel Centre des arrivées internationales (IAF) est situé dans le sous-sol du Satellite Sud. On sait qu'il est devenu gravement surpeuplé aux heures de pointe. De plus, le processus pour les passagers est compliqué par l'emplacement isolé du terminal. 
Pour remédier à la situation, le port de Seattle construit une nouvelle FAI de 450 000 pieds carrés à l'est du hall A dans le terminal principal. L'installation augmentera la capacité de près de 60 pour cent en augmentant le nombre de cabines de contrôle des passeports et de kiosques de 30 à 80, et le nombre de carrousels de récupération des bagages de quatre à sept. Le nouvel IAF sera connecté au satellite sud par un pont de 900 pieds de long (passerelle aérienne) qui emmènera les passagers à 85 pieds au-dessus de la voie de circulation d'avion existante et au-dessus du hall A. Le projet devait initialement être achevé pour 2021 au coût de 766 millions de dollars.  Fin 2018, le coût a été recalculé à 968 millions de dollars. 
Après l'ouverture du nouvel IAF, le satellite sud continuera d'être utilisé pour les vols internationaux à l'arrivée ; des portes internationales supplémentaires seront ajoutées dans le hall A, doublant presque le nombre de portes capables de desservir des gros porteurs.

### Modernisation du satellite sud
Une fois la nouvelle installation des arrivées internationales terminée, le port de Seattle rénovera le terminal satellite sud. 

### Plan directeur de l'aéroport durable / deuxième terminal
Estimant que la région de Puget Sound connaîtra une croissance d'un million de personnes supplémentaires d'ici 2035, le port de Seattle a commencé à élaborer le plan directeur de l'aéroport durable (SAMP) en 2018 pour répondre aux demandes des passagers et du fret . Le SAMP recommande plus de 30 projets pour améliorer l'efficacité et l'accès à l'aéroport, y compris un nouveau terminal avec 19 portes et un système de transfert automatisé de personnes à travers trois stations distinctes. 
Selon Alaska Airlines , le plus grand transporteur de l'aéroport, le projet de l'installation d'un terminal à 19 portes transformerait Sea-Tac en l'un des hubs les plus congestionnés des États-Unis en raison de la déconnexion du nouveau terminal du terminal existant. Les passagers se déplaçant entre les terminaux devraient voyager pour atteindre l'autre terminal, ainsi que passer des contrôles de sécurité distincts dans chaque terminal. 
Selon le calendrier du port, les analyses finales du National Environmental Policy Act et du Washington State Policy Act seront achevées d'ici l'hiver 2019.

## Galerie

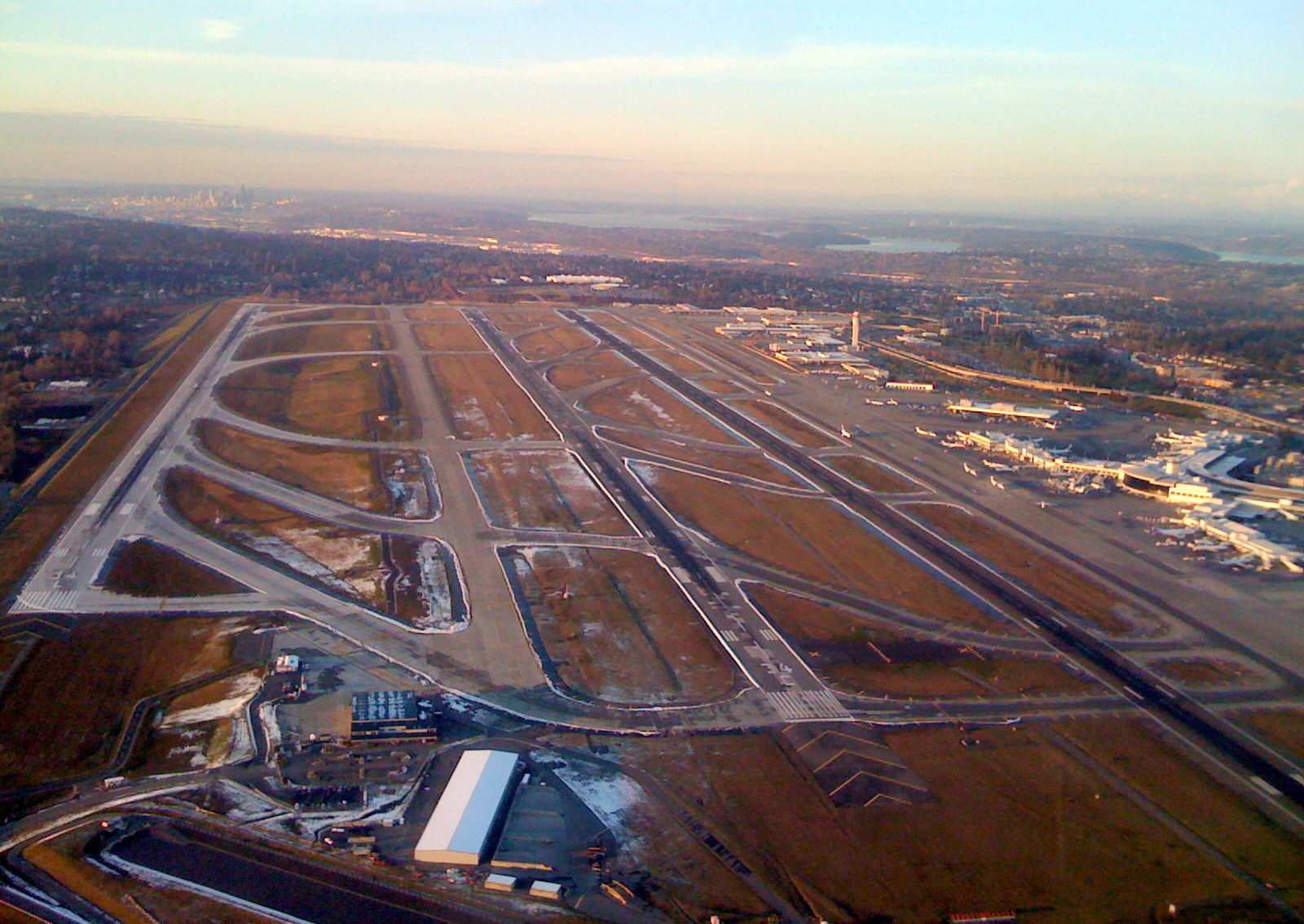
SEA vu du ciel.
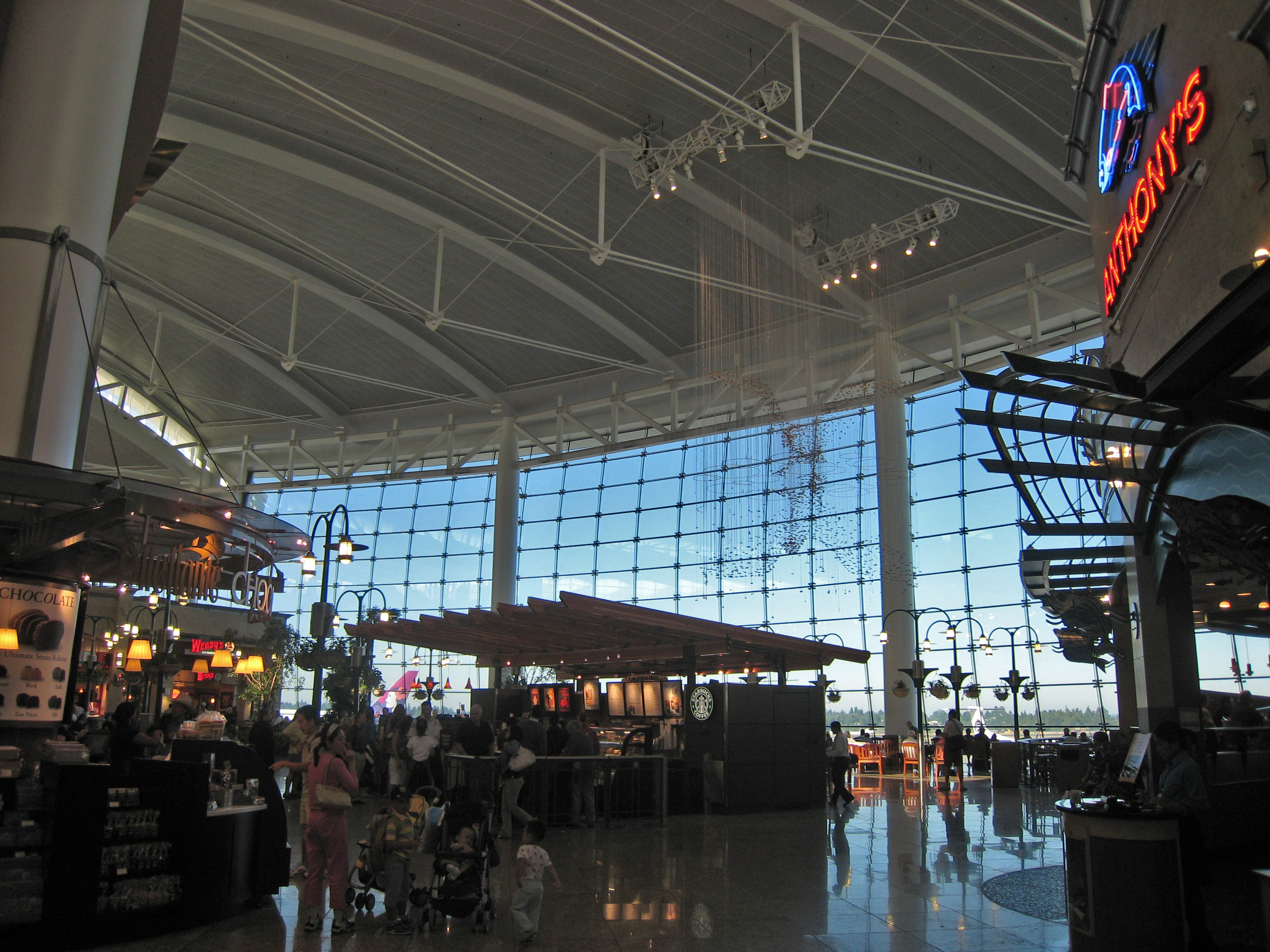
Intérieur du Terminal Central.
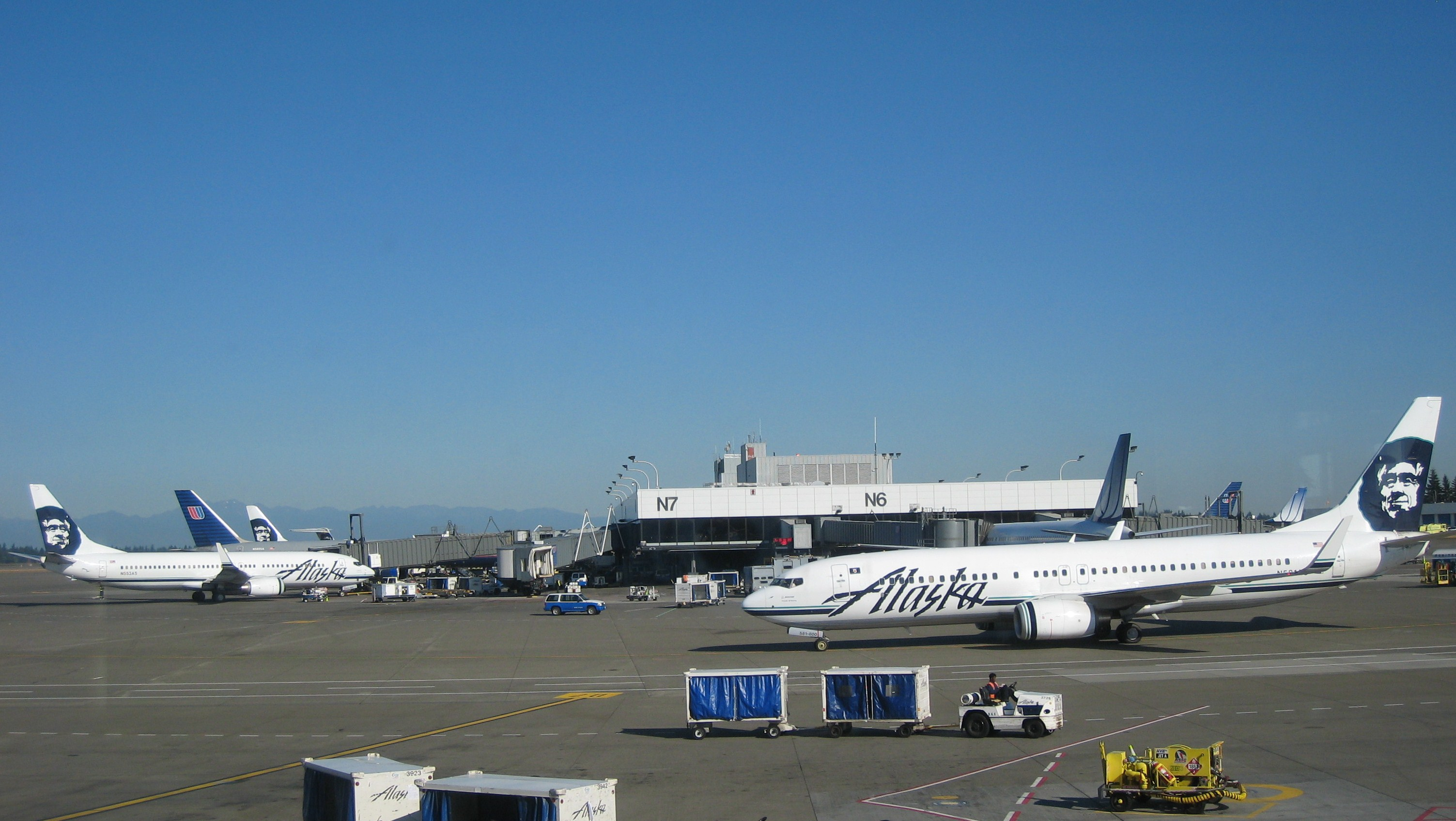
Alaska Airlines à SEA.
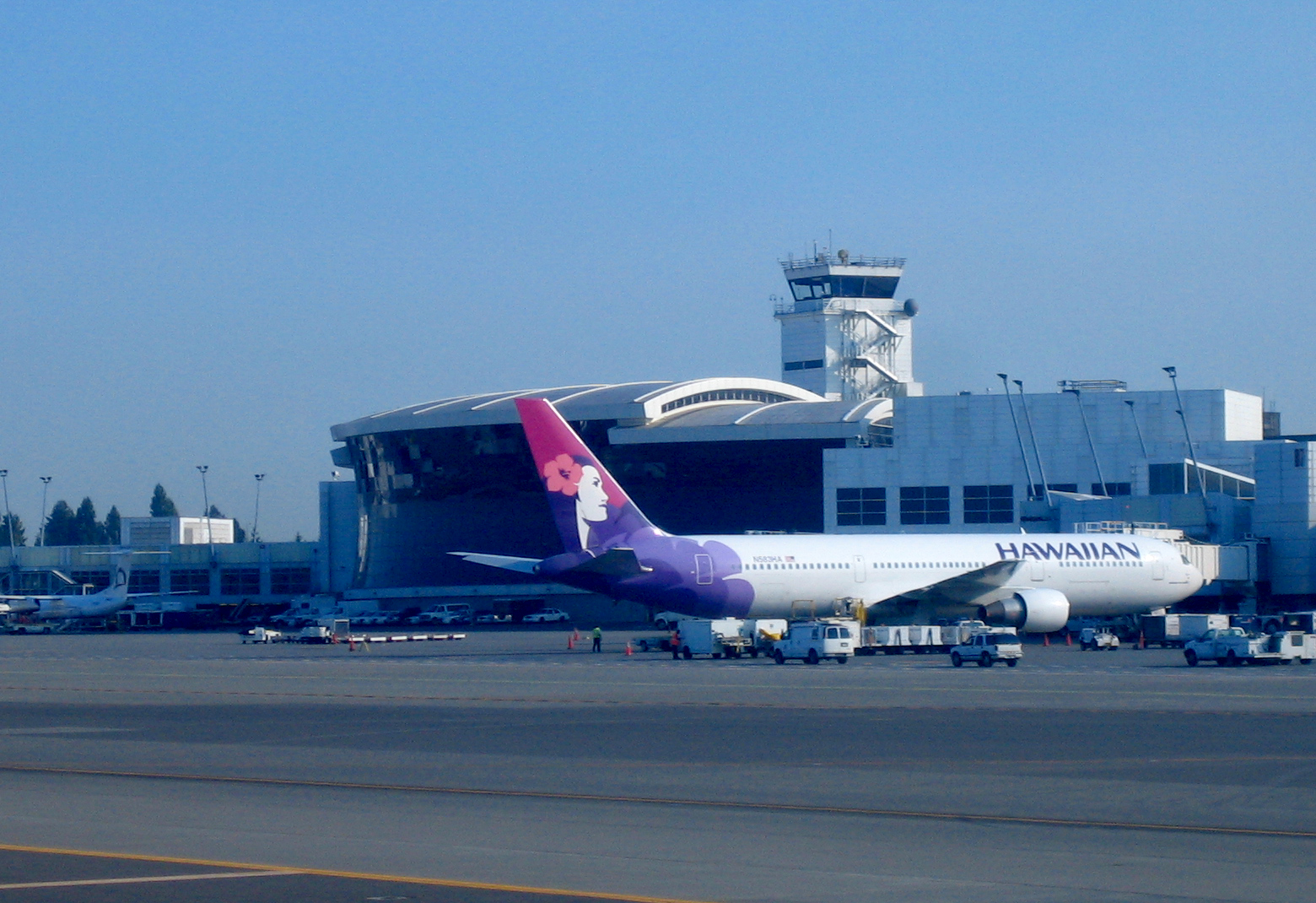
Hawaiian Airlines à SEA.
Carte de l'aéroport (FAA).